# Cantone di Echeandía
Il cantone di Echeandía è un cantone dell'Ecuador che si trova nella provincia di Bolívar.
Il capoluogo del cantone è Echeandía.